# Kotówka (województwo podlaskie)
Kotówka (wymowma gwarowa: kotȯu̯ka) – wieś w Polsce położona w województwie podlaskim, w powiecie hajnowskim, w gminie Hajnówka. 
Do r. 1998 miejscowość administracyjnie należała do województwa białostockiego.
Według stanu z 31 grudnia 2012 mieszkało tu 75 stałych mieszkańców.
Prawosławni mieszkańcy wsi należą do  parafii Zaśnięcia Najświętszej Maryi Panny w Dubinach, a wierni kościoła rzymskokatolickiego do parafii Podwyższenia Krzyża Świętego i św. Stanisława, Biskupa i Męczennika w Hajnówce.

Tradycyjna zabudowa wsi
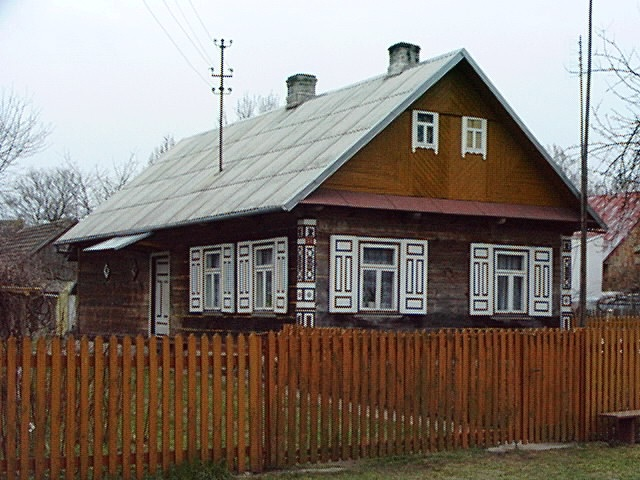
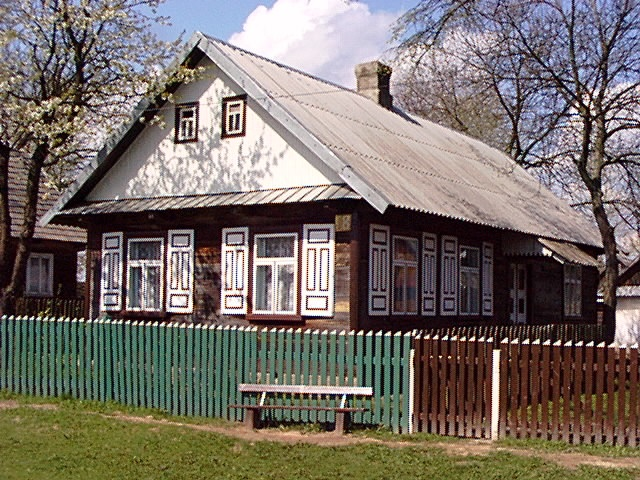
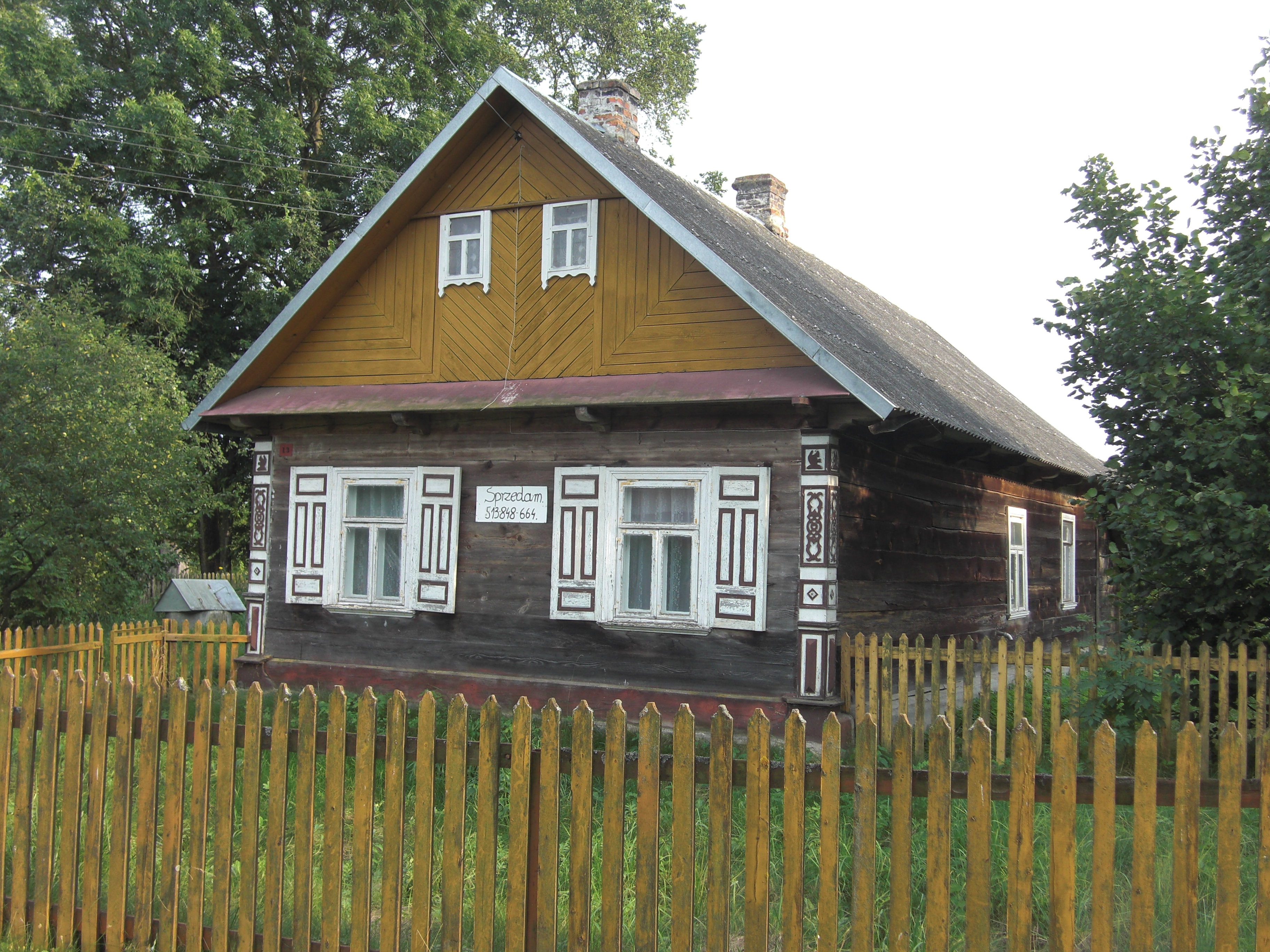
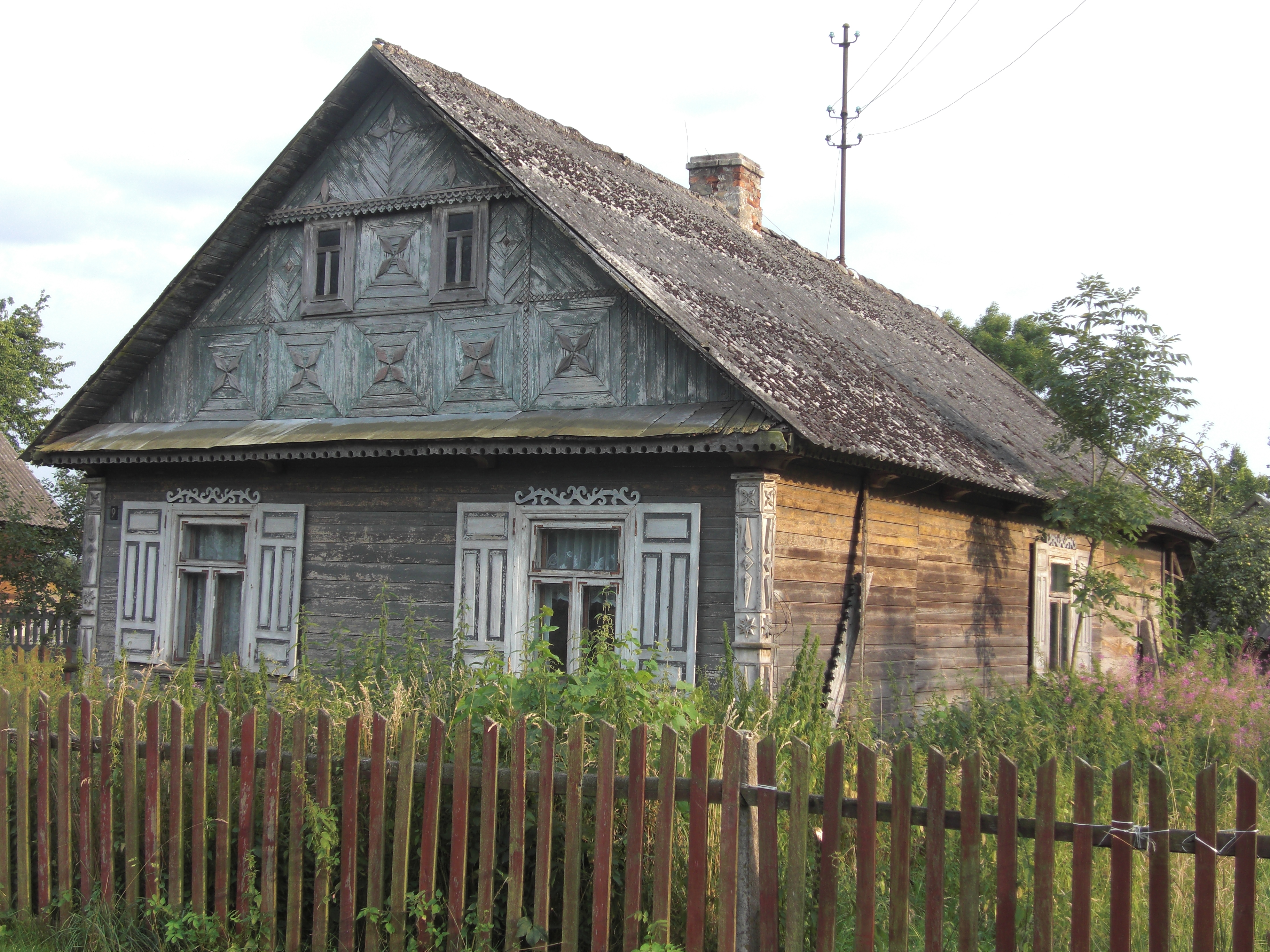
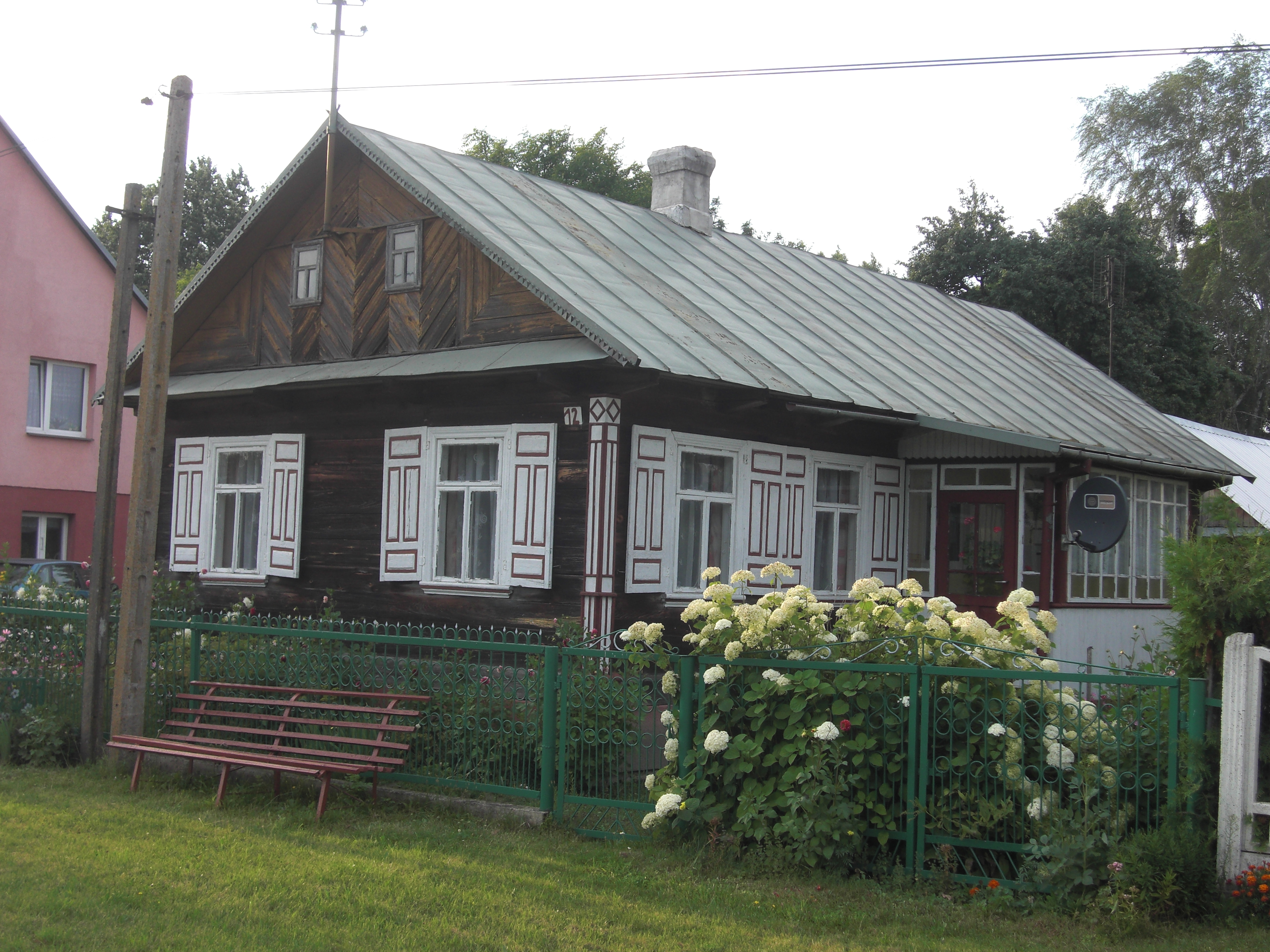
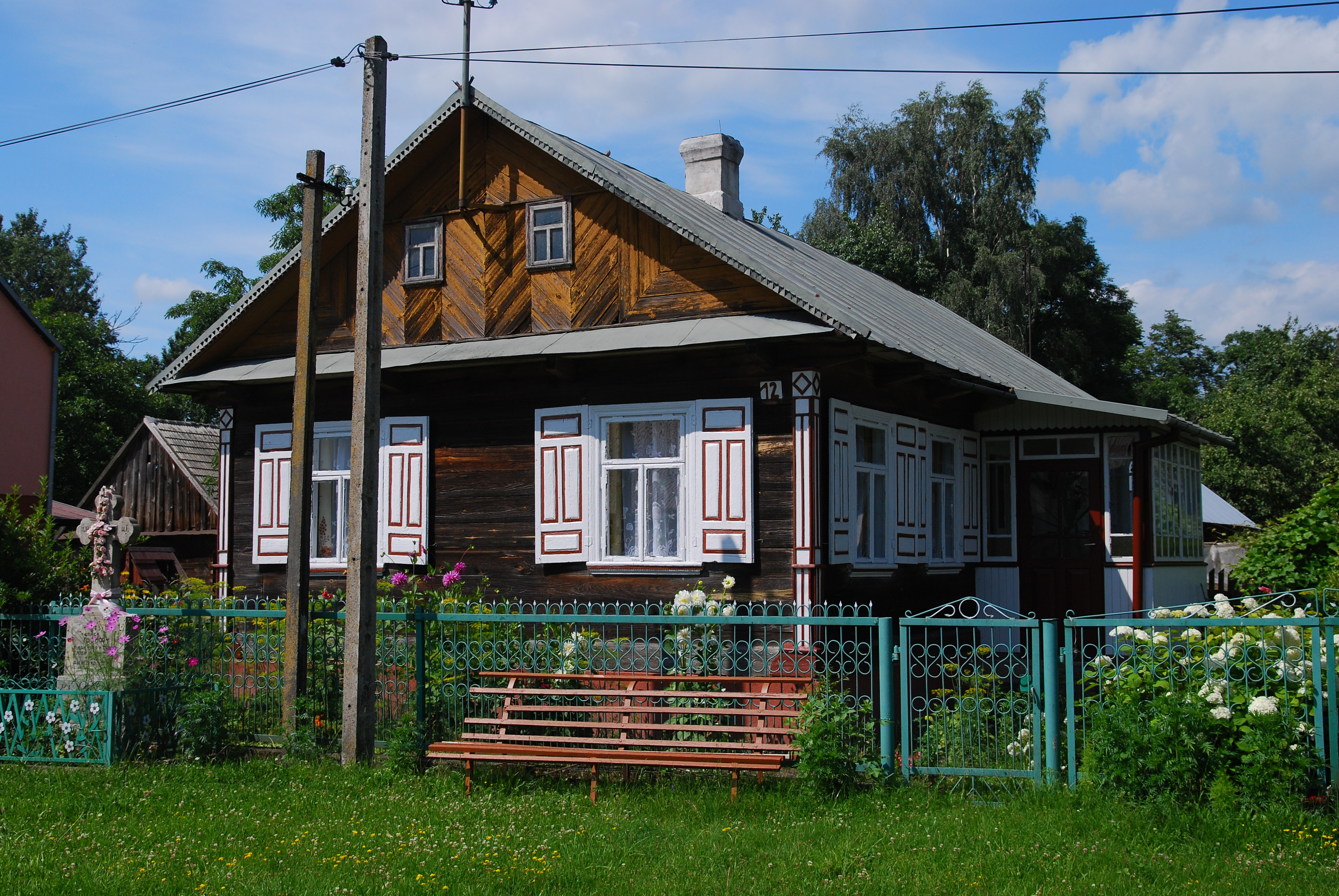